# Smaug vandami
Smaug vandami (лат.) — вид ящериц из семейства поясохвостов.

## Этимология
Видовое название дано в честь южноафриканского герпетолога Герхардуса Петруса Фредерика ван Дама (ум. 1927), который собрал типовой образец.

## Внешний вид и строение
Длина тела Smaug vandami до 145 мм. Голова треугольной формы, спина покрыта колючими чешуйками. Основной окрас — темно-коричневый с фрагментированными желтыми кольцами.

## Распространение и места обитания
Smaug vandami эндемик провинции Лимпопо в окрестностях городка Гравелотта, Южная Африка. Ведут одиночный образ жизни и скрываются в трещинах скал.